# 六角羽爪節蜱
六角羽爪節蜱（学名：Diptilomiopus hexogonus）为双羽爪節蜱科羽爪節蜱屬下的一个种。